# Olaus Stephani Bellinus
Olaus Stephani Bellinus, född omkring 1545, död 16 juli 1618 i Västerås, var en svensk biskop.

## Biografi
Bellinus var son till Stephanus Andreae, pastor i Bälinge socken i ärkestiftet, samt bror till kyrkoherden i Irsta socken Christopherus Stephani Bellinus och kyrkoherden i Bälinge och Enköping Johannes Stephani Bellinus. Det har tidigare antagits att namnet skulle ha kommit av den gård där han skulle vara född, Krigsta gård (krig = lat. bellum) i Lundby socken i närheten av Västerås, en uppgift som kommer från Daniel Herweghr. Sedan Otto Ahnfelt kunnat konstatera att han var son till kyrkoherden i Bälinge som inte kan påvisas ha någon koppling till Lundby socken förefaller det roligare att namnet Bellinus är bildat av Bälinge (skrevs då Belingh) socken.
I augusti 1562 immatrikulerades "Olaus Stephani Swecus" vid Rostocks universitet. Bland svenska brev, uppsnappade av danskar under krigsåret 1564, nu förvarade i danska riksarkivet, finns två till herr Stephan. Det ena är från sonen Olaus, och det andra från dennes dåvarande mentor, Petrus Jonæ. Att döma av dessa brev var Bellinus då säkert en ung man, varför den först efter mitten av 1700-talet uppdykande, ännu för Rhyzelius alldeles okända uppgiften, att Bellinus vid sin död skulle varit i sitt 104:e år, knappast kan vara riktig. (Den stöder sig på en inskription på hans porträtt. Hur denna uppstått, torde vara svårt att säga. Men nog framställer porträttet självt, som skall ha målats år 1588, snarare en femtioåring än en sjuttioåring.) 
Efter återkomsten till Sverige blev Bellinus hovpredikant hos Johan III, 1570 pastor i Ockelbo, 1581 i Gefle församling och 1589 biskop i Västerås. Vid kung Johan III:s likfärd predikade Bellinus i slottskapellet. Liturgien hade han underskrivit 1577, men ingick med sitt stifts prästerskap i september 1592 till konungen med en böneskrift om befrielse därifrån. Denna redan under konungens livstid skedda återkallelse åberopar han också i den avbön, han med sina präster, i likhet med andra, som underskrivit liturgien, gjorde den 6 mars 1593 vid Uppsala möte, beklagande, att han blivit bedragen av de förklaringar, som avgivits av liturgisterna. 
Vid nämnda möte intog han för övrigt en framskjuten plats. På ett förberedande sammanträde 26 februari höll han en oration om de ärenden, som skulle behandlas vid mötet, och manade prästerskapet till att behandla dem i vänlighet och broderlighet. Han skall ha varit den, som jämte biskopen i Åbo och några präster, till hertig Karls stora förtret, genomdrev infogandet av ordet "calvinister" i mötesbeslutet. Konung Sigismunds önskan att bli krönt av Bellinus blev ej uppfylld. Under striden mellan Sigismund och Karl sökte Bellinus lojalt styra mellan Scylla och Charybdis. Men 1606 bröt stormen lös. Den hemlige papisten Laurentius Borlangius, som anlänt från Danzig hösten 1605, och som invecklades i Petrus Petrosas sak, hade vid vintertiden funnit härbärge i Västerås biskopsgård och där hört biskopen beklaga den orätt, som tillfogats Sigismund. Nu framdrogs också Bellinus förhållande under den liturgiska striden och vid Sigismunds ankomst 1598. 
Även om han betygade sin oskuld, blev han utan rannsakning skild från sitt ämbete genom ett kungl. brev 8 september 1606 på grund av "den ostadighet, som haver funnits hos M. Olof Stephani". Han efterträddes av superintendenten i Kalmar stift, Nicolaus Petri som var stiftets biskop endast en kort tid, han dog på hösten 1606. 
Därefter var biskopsämbetet vakant fram till 1608 då Bellinus blev återinsatt i sitt ämbete som biskop, vilket han bibehöll till sin död, 1618 (eller 1619).